# San Tan Valley
San Tan Valley je nezačleněná komunita a census-designated place na severu Pinal County v Arizoně v USA. Žije zde přibližně 100 tisíc obyvatel, přičemž v roce 2020 šlo o největší nezapsanou komunitu v okrese. Rozloha činila 95,0 km².
| Rok          | Počet obyvatel | % ±    |
| ------------ | -------------- | ------ |
| 2010         | 81 321         | —      |
| 2020         | 99 894         | 22,8 % |
| 2022 (odhad) | 103 000        | 3,1 %  |